# Tsukahara (saut)
Le Tsukahara est une figure de gymnastique artistique qui s'effectue généralement au saut de cheval. Son inventeur et son premier utilisateur en 1972, n'est autre que le gymnaste Mitsuo Tsukahara, qui lui a donné son nom. Il s'agit d'un saut par renversement avec une demi-vrille dans le premier envol, suivi d'un salto arrière.